# Fédération tunisienne de gymnastique
Pour les articles homonymes, voir FTG.
La Fédération tunisienne de gymnastique ou FTG est l'instance nationale gérant la gymnastique en Tunisie.

## Logo

Logo ancien.
Logo actuel.